# Foxxy (actriz porno)
Foxxy (Tucson, Arizona; 11 de abril de 1983) es una actriz pornográfica transexual estadounidenese.

## Biografía
De ascendencia latina, debutó en 2003, con 20 años de edad, en la industria del porno transexual, alternando su nombre artístico con el de Alyssa Gómez, que usa menos.
En 2013 ganó el Premios AVN, junto a Christian XXX, a la Mejor escena de sexo transexual por American Tranny 2.
Algunas películas de su filmografía son America's Next Top Tranny 18, She-Male Perverts, T.S. Hookers, TS Playground, TS, I Love You, Mexican She Males o Deep Inside TS Foxxy.
En 2023 fue incluida en el Salón de la fama de AVN.
Ha rodado más de 380 películas.

## Premios y nominaciones
| Año  | Ceremonia                  | Resultado | Premio                                              | Trabajo                                  |
| ---- | -------------------------- | --------- | --------------------------------------------------- | ---------------------------------------- |
| 2011 | Tranny Awards              | Nominada  | Mejor actriz hardcore                               | —                                        |
| 2011 | Tranny Awards              | Nominada  | Mejor actriz hardcore                               | —                                        |
| 2012 | Tranny Awards              | Ganadora  | Mejor actriz hardcore                               | —                                        |
| 2012 | Premios XBIZ               | Nominada  | Artista transexual del año                          | —                                        |
| 2013 | Premios AVN                | Nominada  | Artista transexual del año                          | —                                        |
| 2013 | Premios AVN                | Ganadora  | Mejor escena de sexo transexual                     | American Tranny 2                        |
| 2013 | Premios AVN                | Nominada  | Mejor escena de sexo transexual                     | TS Playground                            |
| 2013 | Nightmoves                 | Nominada  | Mejor actriz transexual                             | —                                        |
| 2013 | Tranny Awards              | Nominada  | Mejor modelo en solitario                           | —                                        |
| 2013 | Tranny Awards              | Nominada  | Mejor escena hardcore                               | —                                        |
| 2013 | Tranny Awards              | Nominada  | Mejor escena en solitario en web                    | —                                        |
| 2013 | Premios XBIZ               | Nominada  | Artista transexual del año                          | —                                        |
| 2014 | Premios AVN                | Nominada  | Mejor escena de sexo transexual                     | TS Girlfriend Experience                 |
| 2014 | Premios AVN                | Nominada  | Artista transexual del año                          | —                                        |
| 2014 | Nightmoves                 | Nominada  | Mejor actriz transexual                             | —                                        |
| 2014 | Nightmoves Awards          | Nominada  | Mejor actriz transexual                             | —                                        |
| 2014 | Premios XBIZ               | Nominada  | Artista transexual del año                          | —                                        |
| 2015 | Premios AVN                | Nominada  | Mejor escena de sexo transexual                     | America's Next Top Tranny 18             |
| 2015 | Premios AVN                | Nominada  | Artista transexual del año                          | —                                        |
| 2015 | Nightmoves                 | Ganadora  | Mejor actriz transexual                             | —                                        |
| 2015 | Nightmoves Awards          | Nominada  | Mejor actriz transexual                             | —                                        |
| 2015 | Premios XBIZ               | Nominada  | Artista transexual del año                          | —                                        |
| 2016 | Premios AVN                | Nominada  | Mejor escena de sexo transexual                     | She-Male Perverts                        |
| 2016 | Premios AVN                | Nominada  | Premio Fan: Mejor actriz transexual                 | —                                        |
| 2016 | Premios AVN                | Nominada  | Artista transexual del año                          | —                                        |
| 2016 | Nightmoves                 | Nominada  | Mejor artista transexual                            | —                                        |
| 2016 | Nightmoves Fan Awards      | Nominada  | Mejor artista transexual                            | —                                        |
| 2017 | Premios AVN                | Nominada  | Artista transexual del año                          | —                                        |
| 2017 | Premios AVN                | Nominada  | Mejor escena de sexo transexual                     | Deep Inside TS Foxxy                     |
| 2017 | Premios AVN                | Nominada  | Premio fan: Artista transexual favorita             | —                                        |
| 2017 | Transgender Erotica Awards | Nominada  | Mejor actuación hardcore                            | —                                        |
| 2018 | Premios AVN                | Nominada  | Artista transexual del año                          | —                                        |
| 2018 | Transgender Erotica Awards | Ganadora  | Kink Award for the Kinkiest Tgirl Domme             | —                                        |
| 2018 | Transgender Erotica Awards | Nominada  | Mejor escena de sexo en realidad virtual            | Foxxy: I Can't Believe I'm Fucking Foxxy |
| 2018 | Transgender Erotica Awards | Nominada  | Mejor escena de sexo en realidad virtual            | Whipped Cream Cocktail                   |
| 2019 | Premios AVN                | Nominada  | Artista transexual del año                          | —                                        |
| 2019 | Premios AVN                | Nominada  | Mejor escena de sexo transexual                     | Transsexual POV                          |
| 2019 | Premios AVN                | Nominada  | Premio fan: Mejor artista transexual                | —                                        |
| 2019 | Premios XBIZ               | Nominada  | Artista transexual del año                          | —                                        |
| 2019 | Transgender Erotica Awards | Ganadora  | Bob’s Tgirls Model of the Year                      | —                                        |
| 2020 | Premios AVN                | Nominada  | Mejor escena de sexo transexual en grupo            | Transfixed 3                             |
| 2021 | Premios AVN                | Nominada  | Artista transexual del año                          | —                                        |
| 2021 | Premios XBIZ               | Nominada  | Artista transexual del año                          | —                                        |
| 2022 | Premios AVN                | Nominada  | Mejor escena de sexo con transexual                 | My TS Stepmom 3                          |
| 2022 | Premios XBIZ               | Nominada  | Artista transexual del año                          | —                                        |
| 2023 | Premios AVN                | Nominada  | Mejor actuación dramática en película transexual    | My TS Stepmom 5                          |
| 2023 | Premios XBIZ               | Nominada  | Artista transexual del año                          | —                                        |
| 2024 | Premios AVN                | Nominada  | Mejor actuación dramática en película transexual    | My TS Stepmom 6                          |
| 2024 | Premios AVN                | Nominada  | Mejor escena de sexo transexual en grupo            | MILF Stepmom Wants Dick Too              |
| 2024 | Premios XBIZ               | Nominada  | Mejor escena de sexo transexual                     | Pornstars Love Transsexuals 3            |
| 2025 | Premios AVN                | Nominada  | Mejor actuación dramática en película transexual    | Bored MILF Needs to Come                 |
| 2025 | Premios AVN                | Ganadora  | Mejor escena de sexo transexual en grupo            | Gorgons & Goddesses                      |
| 2025 | Premios AVN                | Nominada  | Mejor escena de sexo transexual en realidad virtual | A Very Foxxy Valentine!                  |
| 2025 | Premios XMA                | Ganadora  | Mejor escena de sexo transexual                     | Gorgons and Goddesses                    |